# Stjepan Ljubičić
Stjepan svobodný pán Ljubičić (německy Stephan Freiherr von Ljubicic, maďarsky báró Ljubičić István, chorvatsky Stjepan barun Ljubičić) (25. září 1855 Vrginmost – 16. srpna 1935 Vídeň) byl rakousko-uherský generál chorvatského původu. V c. k. armádě sloužil od roku 1877, vystřídal působení u různých jednotek po celé monarchii, několik let mimo jiné strávil v Čechách (Praha, Josefov). Mimo jiné byl vysokým úředníkem na rakousko-uherském ministerstvu války a rakouském ministerstvu zeměbrany. Na začátku první světové války bojoval jako divizní velitel na východní frontě a v roce 1914 byl povýšen do hodnosti polního zbrojmistra. V letech 1914–1915 byl velitelem 11. armádního sboru a nakonec samostatné armádní skupiny. V roce 1915 byl z aktivní služby odvolán a poté žil v soukromí v Rakousku. V roce 1916 byl povýšen do stavu svobodných pánů.

## Životopis

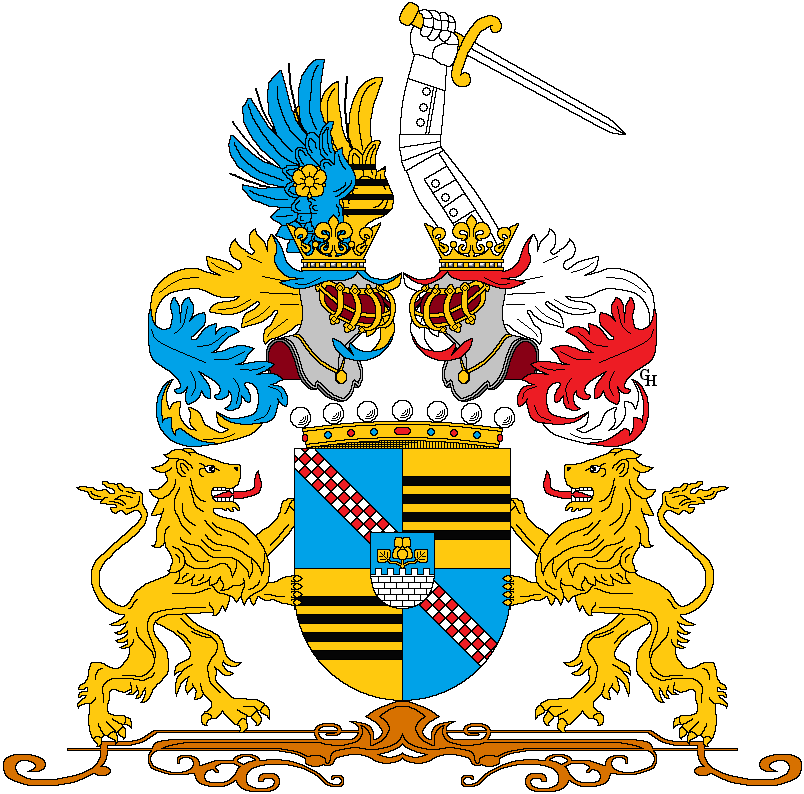
Erb Stephana Ljubičiće udělený při povýšení do stavu svobodných pánů (1916)

Pocházel z Chorvatska, první vojenskou průpravu získal na kadetních školách v Beli Crkvi a Kőszegu, v letech 1870–1873 studoval na jezdecké škole v Hranicích a nakonec absolvoval Technickou vojenskou akademii ve Vídni (1877). Do armády vstoupil v roce 1877 v hodnosti poručíka, u různých jednotek vystřídal službu v Lublani, Štýrském Hradci a Trebinji. Mezitím byl povýšen na nadporučíka (1883), poté sloužil u 9. armádního sboru v Josefově a u 11. armádního sboru ve Lvově. V letech 1893–1894 byl šéfem štábu pevnosti v Krakově a od roku 1894 několik let působil na 6. odboru ministerstva války. Mezitím dále postupoval v hodnostech (major 1894, podplukovník 1896). V roce 1900 dosáhl hodnosti plukovníka a stal se šéfem štábu 10. armádního sboru v Přemyšlu (1900–1906).
V roce 1906 byl povýšen do hodnosti generálmajora a převzal velení 18. pěší brigády v Praze, kde strávil tři roky (1906–1909). Poté krátce přešel k jednotkám c. k. zeměbrany a v letech 1909–1910 byl velitelem 13. pěší zeměbranecké divize ve Vídni. Od roku 1910 byl sekčním šéfem na rakouském ministerstvu zeměbrany a k datu 1. května 1910 byl povýšen do hodnosti polního podmaršála. V únoru 1914 byl pověřen velením 45. divize zeměbrany v Přemyšlu a s touto jednotkou byl na začátku první světové války povolán na východní frontu. Bojoval v bitvě u Komarówa a v září 1914 se stal velitelem 11. armádního sboru. K datu 1. listopadu 1914 dosáhl hodnosti polního zbrojmistra a se svými jednotkami se zúčastnil bitvy u Limanowa-Łapanów. Na jaře 1915 byl jmenován vrchním velitelem armádní skupiny Ljubičić a podílel se na ofenzívě u Gorlice. V červnu 1915 požádal ze zdravotních důvodů o uvolnění z funkce, usadil se v Payerbachu a později žil ve Vídni. V armádě by formálně penzionován k datu 1. ledna 1919.
Zemřel ve Vídni v roce 1935 ve věku nedožitých osmdesáti let, pohřben byl na hřbitově ve vídeňské čtvrti Neustift am Walde. Byl ženatý s Idou Terezií Hlavácsovou (1870–1949), která se později stala nositelkou Alžbětina řádu (1909). Z jejich manželství se narodily čtyři děti, dva synové a dvě dcery, starší syn Alfred (1892–1930) sloužil za první světové války v c. k. armádě a dosáhl hodnosti nadporučíka.

## Tituly a ocenění
V roce 1916 byl povýšen do stavu svobodných pánů a v roce 1918 obdržel titul c. k. tajného rady s nárokem na oslovení Excelence. Během vojenské kariéry získal řadu vyznamenání v Rakousku-Uhersku, v zahraničí byl nositelem belgického Leopoldova řádu (1911).
- Vojenský záslužný kříž III. třídy (1898)
- Jubilejní pamětní medaile (1898)
- Řád železné koruny III. třídy (1904)
- Vojenský jubilejní kříž (1908)
- rytířský kříž Leopoldova řádu (1912)
- Vojenská záslužná medaile (1914)
- Řád železné koruny II. třídy s válečnou dekorací (1914)
- Řád železné koruny I. třídy s válečnou dekorací (1915)
- Vyznamenání za zásluhy o Červený kříž s válečnou dekorací (1915)